# Оране
Оране је насеље у Србији у општини Бојник у Јабланичком округу. Према попису из 2022. било је 50 становника (према попису из 2002. било је 152 становника).

## Историја
У махали Власинци, нешто након 2000. године, приликом случајног откопавања, пронађена је глинена етажна посуда. Стручњаци из Лесковачког музеја датовали су ову посуду у време од краја 11 до 9 века пре н.е. Недалеко од места где је ова посуда пронађена (локалитет "Барице"), налази се надгробни споменик од грубо клесаног камена са уклесаним крстом. Ради се о хришћанском надгробном споменику највероватније из средњег века.
На локалитету "Барице" пронађени су остаци "Латинског насеља". Највероватније је овде реч о средњовековном насељу Орах које се помиње у књизи дужника дубровачког трговаца Михајла Лукаревића под овим именом (XV век). Лукаревић помиње да му је дужник "неки Марко, брат попа из Ораха". Село Орах је у то време имало и своју цркву чији су темељи откривени на поменутом локалитету.
На основу ових налаза може се рећи да је село Оране у каменом добу и средњем веку било насељено.
Село Оране се помиње и у турском попису из 1516. године са податком да је тада било 26 кућа и 7 неожењених. На овом простору су стотинак година живели Арнаути. Њихов траг је остао само у називима неких локалитета (Аметово, Биљурово, и још неких). После Српско-Турског рата 1878. године село је било пусто и попаљено а већ следеће године било је насељено са петнаестак српских породица са 107 житеља махом придошлих са Власине и из Криве Реке. 
Школа у Орану је отворена 1897. године са двадесетак ученика, да би 1952. године прерасла у осмогодишњу као одвојено одељење школе у Бојнику са 480 ученика и десетак наставника. Број ученика се од тада стално смањивао, да би школа коначно била затворена 1994. године. Преосталих неколико ђака је послато у Бојник.
До 1987. године у селу је било доста ромских породица. После убиства Милуна Симића, кога су убили моткама и вилама, Роми су преко ноћи побегли са породицама и више се нису враћали.

## Демографија
У насељу Оране живи 148 пунолетних становника, а просечна старост становништва износи 60,2 година (60,1 код мушкараца и 60,3 код жена). У насељу има 71 домаћинство, а просечан број чланова по домаћинству је 2,14.
Ово насеље је у потпуности насељено Србима (према попису из 2002. године), а у последња три пописа, примећен је пад у броју становника.
|  |

| Демографија | Демографија | Демографија |
| Година      | Становника  | Становника  |
| ----------- | ----------- | ----------- |
| 1948.       | 799         |             |
| 1953.       | 764         |             |
| 1961.       | 678         |             |
| 1971.       | 566         |             |
| 1981.       | 414         |             |
| 1991.       | 221         | 221         |
| 2002.       | 152         | 152         |
| 2011.       | 86          |             |

| Етнички састав према попису из 2002.‍ | Етнички састав према попису из 2002.‍ | Етнички састав према попису из 2002.‍ | Етнички састав према попису из 2002.‍ | Етнички састав према попису из 2002.‍ |
| ------------------------------------ | ------------------------------------ | ------------------------------------ | ------------------------------------ | ------------------------------------ |
|                                      |                                      |                                      |                                      |                                      |
| Срби                                 | Срби                                 |                                      | 152                                  | 100,0%                               |
| непознато                            | непознато                            |                                      | 0                                    | 0,0%                                 |

| \| \| м \| \| \| ж \| \| ? \| 0 \| \| \| 0 \| \| 80+ \| 4 \| \| \| 3 \| \| 75—79 \| 10 \| \| \| 5 \| \| 70—74 \| 8 \| \| \| 13 \| \| 65—69 \| 16 \| \| \| 18 \| \| 60—64 \| 11 \| \| \| 13 \| \| 55—59 \| 11 \| \| \| 4 \| \| 50—54 \| 1 \| \| \| 5 \| \| 45—49 \| 3 \| \| \| 0 \| \| 40—44 \| 2 \| \| \| 1 \| \| 35—39 \| 3 \| \| \| 1 \| \| 30—34 \| 3 \| \| \| 3 \| \| 25—29 \| 3 \| \| \| 1 \| \| 20—24 \| 1 \| \| \| 3 \| \| 15—19 \| 3 \| \| \| 0 \| \| 10—14 \| 0 \| \| \| 0 \| \| 5—9 \| 0 \| \| \| 1 \| \| 0—4 \| 0 \| \| \| 2 \| \| Просек : \| 60,1 \| \| \| 60,3 \| |      |  |  |      |
| |      |  |  |      |
| | м    |  |  | ж    |
| ? | 0    |  |  | 0    |
| 80+ | 4    |  |  | 3    |
| 75—79 | 10   |  |  | 5    |
| 70—74 | 8    |  |  | 13   |
| 65—69 | 16   |  |  | 18   |
| 60—64 | 11   |  |  | 13   |
| 55—59 | 11   |  |  | 4    |
| 50—54 | 1    |  |  | 5    |
| 45—49 | 3    |  |  | 0    |
| 40—44 | 2    |  |  | 1    |
| 35—39 | 3    |  |  | 1    |
| 30—34 | 3    |  |  | 3    |
| 25—29 | 3    |  |  | 1    |
| 20—24 | 1    |  |  | 3    |
| 15—19 | 3    |  |  | 0    |
| 10—14 | 0    |  |  | 0    |
| 5—9 | 0    |  |  | 1    |
| 0—4 | 0    |  |  | 2    |
| Просек : | 60,1 |  |  | 60,3 |

| Година пописа     | 1948. | 1953. | 1961. | 1971. | 1981. | 1991. | 2002. |
| ----------------- | ----- | ----- | ----- | ----- | ----- | ----- | ----- |
| Број домаћинстава | 137   | 145   | 153   | 159   | 143   | 98    | 71    |

| Број чланова      | 1  | 2  | 3 | 4 | 5 | 6 | 7 | 8 | 9 | 10 и више | Просек |
| ----------------- | -- | -- | - | - | - | - | - | - | - | --------- | ------ |
| Број домаћинстава | 15 | 43 | 8 | 1 | 1 | 3 | 0 | 0 | 0 | 0         | 2,14   |

| Пол    | Укупно | Неожењен/Неудата | Ожењен/Удата | Удовац/Удовица | Разведен/Разведена | Непознато |
| ------ | ------ | ---------------- | ------------ | -------------- | ------------------ | --------- |
| Мушки  | 79     | 15               | 55           | 6              | 1                  | 2         |
| Женски | 70     | 5                | 55           | 10             | 0                  | 0         |
| УКУПНО | 149    | 20               | 110          | 16             | 1                  | 2         |

| Пол    | Укупно                    | Пољопривреда, лов и шумарство | Рибарство                            | Вађење руде и камена | Прерађивачка индустрија       |
| ------ | ------------------------- | ----------------------------- | ------------------------------------ | -------------------- | ----------------------------- |
| Мушки  | 25                        | 16                            | 0                                    | 0                    | 0                             |
| Женски | 13                        | 10                            | 0                                    | 0                    | 0                             |
| Укупно | 38                        | 26                            | 0                                    | 0                    | 0                             |
|        |                           |                               |                                      |                      |                               |
| Пол    | Производња и снабдевање   | Грађевинарство                | Трговина                             | Хотели и ресторани   | Саобраћај, складиштење и везе |
| Мушки  | 0                         | 2                             | 1                                    | 0                    | 1                             |
| Женски | 0                         | 0                             | 0                                    | 0                    | 0                             |
| Укупно | 0                         | 2                             | 1                                    | 0                    | 1                             |
|        |                           |                               |                                      |                      |                               |
| Пол    | Финансијско посредовање   | Некретнине                    | Државна управа и одбрана             | Образовање           | Здравствени и социјални рад   |
| Мушки  | 0                         | 0                             | 1                                    | 1                    | 1                             |
| Женски | 0                         | 0                             | 0                                    | 1                    | 0                             |
| Укупно | 0                         | 0                             | 1                                    | 2                    | 1                             |
|        |                           |                               |                                      |                      |                               |
| Пол    | Остале услужне активности | Приватна домаћинства          | Екстериторијалне организације и тела | Непознато            | Непознато                     |
| Мушки  | 0                         | 0                             | 0                                    | 2                    | 2                             |
| Женски | 0                         | 0                             | 0                                    | 2                    | 2                             |
| Укупно | 0                         | 0                             | 0                                    | 4                    | 4                             |

## Познате личности
- Спира Страхињић, српски лекар и професор Медицинског факултета у Нишу
- Миленка Јездимировић, српски правник